# Fontaine-le-Comte
Fontaine-le-Comte település Franciaországban, Vienne megyében. Lakosainak száma 3971 fő (2022. január 1.). Fontaine-le-Comte Béruges, Coulombiers, Croutelle, Ligugé, Marçay, Poitiers és Vouneuil-sous-Biard községekkel határos.

## Népesség
A település népességének változása:
| Lakosok száma | 3821 | 3856 | 3929 | 3853 | 3871 | 3934 | 3971 | 3969 | 3971 |
|               | 2013 | 2015 | 2016 | 2017 | 2018 | 2019 | 2020 | 2021 | 2022 |